# Mermessus cognatus
Mermessus cognatus är en spindelart som först beskrevs av Alfred Frank Millidge 1987.  Mermessus cognatus ingår i släktet Mermessus och familjen täckvävarspindlar. Inga underarter finns listade i Catalogue of Life.